# Tell Me How Are Ya
Tell Me How Are Ya – singel Margaret, wydany 9 lipca 2013, promujący minialbum All I Need. Utwór napisali i skomponowali Thomas Karlsson, Joakim Buddee oraz Martin Eriksson.

## Historia wydania
Utwór został wydany 9 lipca 2013 jako drugi singel promujący minialbum All I Need. Piosenka została również umieszczona na debiutanckim albumie studyjnym Margaret – Add the Blonde.
Kompozycja znalazła się ponadto na kilku składankach m.in. radia Eska Hity Na Czasie - Lato 2013 (wydana 30 lipca 2013), radia RMF FM Poplista 3000 (wydana 1 października 2013), stacji muzycznej 4fun.tv 100% Muzy (wydana 24 września 2013), radia RMF MAXXX Bravo Hits Zima 2014 (wydana 5 listopada 2013) oraz Bravo Back To School (wydana 3 września 2013) czy Fresh Hits Jesień 2013 (wydana 24 września 2013).

Lubię ten numer, bo ma w sobie coś niegrzecznego, ostrego. Myślę, że takie wrażenie daje bit, który jest bardzo surowy.

## Premiera i wykonania na żywo
4 lipca 2013 singel miał swoją premierę w Radiu Eska, zaś 27 lipca Margaret po raz pierwszy wykonała go w telewizji w programie Dzień dobry wakacje na antenie TVN. Piosenka była ponadto wielokrotnie prezentowana przez artystkę podczas dużych imprez transmitowanych przez TV m.in. 3 sierpnia 2013 na gali Eska Music Awards 2013, 24 sierpnia 2013 podczas Sopot Top of the Top Festival 2013 czy też 7 czerwca 2014 na 51. Krajowym Festiwalu Piosenki Polskiej w Opolu.

## „Tell Me How Are Ya” w radiach
Utwór był promowany przez rozgłośnie radiowe, w tym ogólnopolskie takie jak RMF FM, Eska i RMF MAXXX, w których to również kompozycja pojawiła się w propozycjach do ich list przebojów. Singel był notowany na kilku listach przebojów lokalnych rozgłośni radiowych.
„Tell Me How Are Ya” zajęło 50. miejsce w plebiscycie radia RMF FM na przebój lata 2013 roku.

## Teledysk
Mimo iż po sukcesie kontrowersyjnego teledysku do poprzedniego singla Margaret – „Thank You Very Much” – długo oczekiwano na klip do „Tell Me How Are Ya”, to wokalistka nie zdecydowała się na jego realizację. W wywiadzie dla onet.pl piosenkarka tłumaczyła swoją decyzję słowami:

(...) do „Tell Me How Are Ya” zdecydowałam się na lyric video. Pomyślałam, że po tym pierwszym teledysku wszyscy zastanawiają się: „co ona teraz zrobi w tym drugim wideo” i pomyślałam, że jedyną rzeczą, którą mogę teraz zadziwić ludzi, jest to, żeby tego teledysku po prostu nie zrobić.

5 lipca 2013 w serwisie YouTube do piosenki został opublikowany tzw. „lyric video” („teledysk tekstowy”), do którego warstwę wizualną stworzyli Bogna Kowalczyk i Filip Komorowski.

## Wykorzystanie utworu
W październiku 2014 fragment kompozycji został wykorzystany w jednej z reklam kampanii promocyjnej sieci komórkowej Play, w której wzięła udział Margaret. Utwór znalazł się również na ścieżce dźwiękowej filmu komediowego Dzień dobry, kocham cię! w reżyserii Ryszarda Zatorskiego, którego premiera odbyła się 7 listopada 2014.

## Lista utworów
- Digital download[27]

1. „Tell Me How Are Ya” – 3:27

## Notowania

### Pozycje na listach przebojów
| Kraj   | Lista (2013)                            | Najwyższa pozycja |
| ------ | --------------------------------------- | ----------------- |
| Polska | Muzyczne Radio (HitPlaneta)             | 8                 |
| Polska | Radio Ziemi Wieluńskiej (Twoja Lista)   | 11                |
| Polska | Radio Łódź (Lista przebojów)            | 12                |
| Polska | Radio Olsztyn (Lista przebojów RagaTop) | 21                |

## Wyróżnienia
| Rok  | Konkurs                  | Kategoria    | Rezultat    |
| ---- | ------------------------ | ------------ | ----------- |
| 2013 | Przebój lata RMF FM 2013 | Przebój lata | 50. miejsce |